# Achille Locatelli
Achille Locatelli (Seregno, 15 maart 1856 – Rome, 5 april 1935) was een Italiaans geestelijke en kardinaal van de Katholieke Kerk.
Locatelli studeerde filosofie en godgeleerdheid in Monza en Rome en werd op 20 december 1879 priester gewijd. In 1886 werd hij toegevoegd aan de apostolische nuntiatuur in Beieren. Hierna werd hij tot 1899 aan de nuntiaturen in België, Frankrijk en Oostenrijk toegevoegd. Hierna werkte hij enige tijd op het Staatssecretariaat van de Heilige Stoel. In 1902 werd hij Huisprelaat van Zijne Heiligheid. In 1905 benoemde paus Pius X hem tot internuntius voor Nederland. Als speciaal gezant van de paus woonde hij in 1906 de kroning bij van de Spaanse koning Alfons XIII.
In december 1906 werd hij titulair aartsbisschop van Thessaloniki, even nadat hij benoemd was tot internuntius voor Argentinië, Uruguay en Paraguay. Hierna werd hij internuntius in Luxemburg en - opnieuw in Nederland alvorens paus Benedictus XV hem in 1918 benoemde tot nuntius in Portugal.
Tijdens het consistorie van 11 december 1922 creëerde paus Pius XI Locatelli kardinaal. De San Bernardo alle Terme werd zijn titelkerk. Van 1930 tot 1935 diende hij als Camerlengo. In 1935 overleed hij, waarna hij in zijn geboortestad werd begraven.